# Soraya Hamiti
Soraya Meriem Hamiti, née le 10 août 1991 à Thionville, est une handballeuse française d'origine algérienne,, qui évolue au poste d'ailière droite ou d'arrière gauche,

## Biographie
Petit à petit l’effectif D2F version 2013-2014 prend forme.
Nous vous annonçons donc la quatrième recrue D2F : Soraya HAMITI, en provenance de Noisy-le-Grand (D2).
Cette joueuse de 22 ans est née à Thionville, elle découvre le handball très jeune, dès le baby hand pour suivre ses frères.
Parcours en pôle Espoir à Metz Handball (2005/2007) puis le centre de formation de Metz (2007/2009) elle y évoluera en N1 et aussi en D1.
Elle part à Yutz pour 3 saisons (D2/N1/D2), puis rejoint Noisy-le-Grand (D2).
Entre 2005 et 2009 elle fait partie des équipes de France Jeune et Junior.
Gauchère elle évolue donc sur le côté droit, comme arrière mais peut également jouer à l’aile.
C’est une jeune joueuse mais expérimentée au niveau D2 qui a fait le choix de rejoindre l’AS CANNES Handball.

## Clubs
Elle évolue successivement au Metz Handball, au Yutz Handball féminin, au Noisy-le-Grand handball jusqu'en 2013, à l'AS Cannes lors de la saison 2013-2014 et au HBC Celles-sur-Belle à partir de 2014.

## Palmarès
compétitions nationales
- championne de France en 2008-2009 (avec Metz Handball )
- vainqueur de la coupe de la Ligue en 2008-2009 (avec Metz Handball )
- finaliste de la coupe de France en 2008-2009 (avec Metz Handball )

## Statistiques en championnat de France
| Saison | Ligue       | Équipe           | MJ | Tirs R | Tirs T | %    | 7m R | 7m T | %   | Int | P.Déc. | BP | Avert. | Buts | Eval |
| ------ | ----------- | ---------------- | -- | ------ | ------ | ---- | ---- | ---- | --- | --- | ------ | -- | ------ | ---- | ---- |
| 15-16  | N1F Poule 3 | Antibes          | 17 | 88     | 99     | 88,9 | 7    | 7    | 100 | 0   | 0      | 0  | 10     | 95   | 252  |
| 14-15  | N1F Poule 1 | Celles sur Belle | 12 | 39     | 39     | 100  | 1    | 1    | 100 | 0   | 0      | 0  | 6      | 40   | 110  |
| 13-14  | D2F         | Cannes Mandelieu | 17 | 51     | 73     | 69,9 | 0    | 0    | 0   | 0   | 0      | 0  | 5      | 51   | 117  |
| 12-13  | D2F         | Noisy le Grand   | 6  | 9      | 9      | 100  | 0    | 0    | 0   | 0   | 0      | 0  | 0      | 9    | 27   |
| 11-12  | D2F         | Yutz             | 23 | 88     | 88     | 100  | 0    | 0    | 0   | 0   | 0      | 0  | 0      | 88   | 264  |
| 10-11  | N1F Poule 2 | Yutz             | 12 | 39     | 39     | 100  | 0    | 0    | 0   | 0   | 0      | 0  | 0      | 39   | 117  |
| 09-10  | D2F         | Yutz             | 22 | 86     | 86     | 100  | 0    | 0    | 0   | 0   | 0      | 0  | 0      | 86   | 258  |
| 08-09  | LBE         | Metz             | 7  | 5      | 10     | 50   | 0    | 1    | 0   | 0   | 0      | 3  | 0      | 5    | 1    |